# Abdij van Bonnevaux

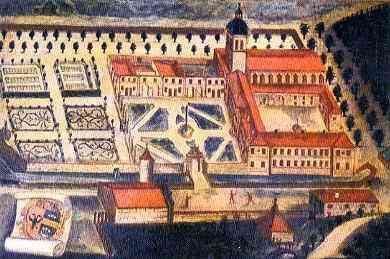
Schilderij uit 1750 van de abdij van Bonnevaux

De Abdij van Bonnevaux (Frans: Abbaye de Bonnevaux, Latijn: Bonae Valles) is een voormalige cisterciënzer abdij in Lieudieu bij Villeneuve-de-Marc in het voormalige graafschap Dauphiné in het departement Isère in Frankrijk. De abdij ligt zo’n 25 kilometer ten oosten van de stad Vienne en 6 kilometer ten zuidoosten van Saint-Jean-de-Bournay aan de noordkant van het Bois de Bonnevaux.

## Geschiedenis
De abdij van Bonnevaux werd in 1117 door Guido van Bourgondië, ook bekend als Guy van Vienne, aartsbisschop van Vienne en de latere paus Calixtus II, als de zesde zusterabdij van de Abdij van Cîteaux gesticht. De abdij werd rijk door priviles en giften, onder andere van de dauphin en de abdij bezat vijftien uithoven in Villeneuve-de-Marc, Saint-Georges-d'Espéranche, Beaurepaire, Primarette, Sainte-Anne-sur-Gervonde en Diémoz. De monniken van de abdij stichtten een aantal zusterhuizen, alle in Frankrijk namelijk de abdij van Mazan, de abdij van Montpeyroux, abdij van Tamié, de abdij van Léoncel, de abdij van Valmagne, de abdij van Ulmet, de abdij van Valbenoîte en de abdij van Valcroissant. De nonnenkloosters van Laval-Brente en Bonnecombe vielen onder de jurisdictie van de abdij van Bonnevaux.
Tijdens de Hugenotenoorlogen in de zestiende eeuw leed de abdij zware schade. In 1576 werd de abdij door de hugenoten geplunderd en de kerk lag er hierna verloren bij. In de Franse Revolutie werden de monniken gedwongen de abdij te verlaten. De abdij werd weer geplunderd en in brand gestoken en uiteindelijk als steengroeve gebruikt en in 1938 gesloopt.

## Gebouwen
Een schilderij uit 1750 toont de plattegrond van de voormalige abdij. De kerk met de grote westtoren staat aan de noordkant en de overige kloostergebouwen liggen ten zuiden hiervan. Op de plaats van de abdij staat nu een herdenkingsmonument. Het monument is een kruis met een inscriptie dat in 1933 in de abdij van Tamié gemaakt werd.
In 1938 werden de stenen van de abdij gebruikt om de kerk van Villeneuve-de-Marc te bouwen Er zijn tegenwoordig geen zichtbare restanten van de abdij zelf, maar een uithof met een zijbeuk resteren nog van het abdijcomplex.